# Carmen Phillips (Schauspielerin, 1888)

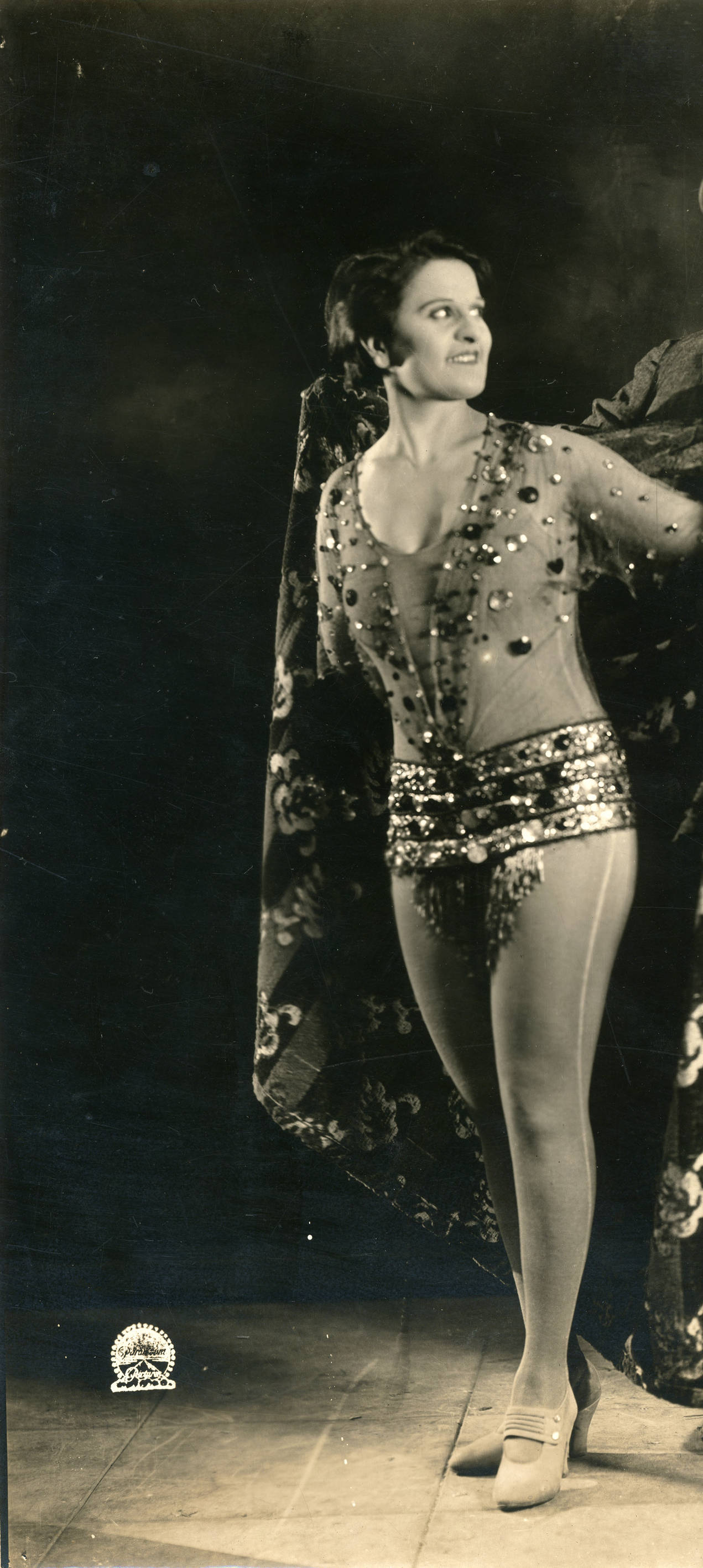
Carmen Phillips

Carmen Phillips (* 15. Dezember 1888 in Oakland, Kalifornien als Anna-Katherine Phillips; † 14. Dezember 1966 in San Marino, Kalifornien) war eine US-amerikanische Schauspielerin der Stummfilmära.

## Leben
Carmen Phillips wurde 1895 in San Francisco, im US-Bundesstaat Kalifornien, geboren.
Vor ihrer Arbeit als Schauspielerin trat sie auf Bühnen in Musikkomödien auf und als Florodora Girl vor Filmen auf. Ihr Bühnenname Carmen stammt aus dieser Zeit.
1914 hatte Phillips in dem Film Damon and Pythias ihren ersten Auftritt. Bis zuletzt 1926 trat sie in mehr als 70 Filmen in Erscheinung.
Sie starb an den Folgen einer Multiplen Sklerose und ihre Asche wurde im Live Oak Memorial Park in Monrovia, Kalifornien beigesetzt.

## Filmografie
- 1914: Damon and Pythias
- 1915: Under the Crescent
- 1915: The New Adventures of Terence O’Rourke
- 1915: Lord John’s Journal
- 1917: Forbidden Paths
- 1917: The Sunset Trail
- 1917: The Planter
- 1918: Unclaimed Goods
- 1918: Tyrant Fear
- 1918: The Velvet Hand
- 1918: The Cabaret Girl
- 1919: Smiles
- 1919: Whitewashed Walls
- 1919: The Home Town Girl
- 1919: The Man Who Turned White
- 1919: The Pagan God
- 1919: For a Woman's Honor
- 1919: The Hawk's Trail
- 1919: The Great Air Robbery
- 1920: The Right of Way
- 1920: Mrs. Temple's Telegram
- 1920: Always Audacious
- 1921: The Hope Diamond Mystery
- 1921: All Souls' Eve
- 1921: Too Much Married
- 1921: The Fire Eater
- 1922: The Guttersnipe
- 1922: The Heart Specialist
- 1922: Thirty Days
- 1923: The Gentleman from America
- 1923: Die Bluthochzeit (Ashes of Vengeance)
- 1923: Hollywood
- 1924: Fair Week
- 1924: The Fighting Coward
- 1924: The Beautiful Sinner
- 1924: A Cafe in Cairo
- 1925: The Great Circus Mystery
- 1926: A Six Shootin' Romance